# 고강민
고강민(1989년 9월 5일 ~ )은 대한민국의 전직 스타크래프트, 스타크래프트 II 프로게이머 출신의 프로게임단 코치이다. HoeJJa라는 아이디를 사용하며, 종족은 저그이다. KT 롤스터 소속이다.

## 개요
2007년 KTF 매직엔스(현 KT 롤스터)에 입단하며 프로게이머 생활을 시작했다.
특히 데스티네이션에서 저글링을 버러우 시킨 뒤 언버러우시켜 소수의 저글링을 언덕 미네랄을 넘기는 일명 '버로우저글링' 전술로 높은 승률을 보이고 있다.
프로토스전에 매우 강해서 김택용, 윤용태, 도재욱 등 정상급 프로토스 유저에게 수차례 승리한적이 있는 반면 저그전과 테란전에서는 큰 약점을 보이고 있다.
현역 프로게이머 중 워크래프트3 선수인 김성식과 함께 2명뿐인 왼손잡이 유저로 알려져 있다(일반적으로 왼손잡이도 오른손으로 마우스를 사용하는 경우가 많음을 감안하면 '왼손잡이'는 더 있을지 모르나, 왼손으로 마우스를 사용하는 순수 왼손잡이는 고강민이 유일하다). 10-11 시즌 초창기에는 상당히 부진하였지만, 5라운드부터 점차 기세가 살아나며, 팀을 결승까지 진출시키는데 큰 도움이 되었다. 게다가 결승전에서도 그동안 문제점이던 저그전의 기량을 발휘하여 이승석을 제압하고, 팀 우승의 큰 역할을 하였다.
고강민은 2012년 프로리그 포스트시즌에서도 맹활약을 하였다. 준플레이오프에서 만난 CJ를 상대로 김정우, 신동원, 신상문이라는 거물급 선수들을 혼자서 모두 제압하는 등 고'갓'민이라는 경기력을 보였다. 플레이오프에서도 삼성의 두 저그인 신노열, 이영한을 상대로도 승리하며, 포스트시즌 전승과 저그전 5연승을 기록하며, 결승진출의 큰 역할을 해내었다. 결승전에서 도재욱을 제압하며 최초로 포스트시즌 8연승을 기록하였다.
팀의 주장이었던 박정석의 은퇴로 SK플래닛 스타크래프트 프로리그 시즌2의 차기 주장으로 임명이 되었다.
2013년 10월 수많은 선수들의 은퇴와 대대적인 팀 개편 속에 플레잉 코치로 승격되었다.
2014년 2월 프로리그 로스터에 플레잉 코치에서 코치로 보직이 변경되며 사실상 프로게이머를 은퇴하였고, 주장직은 주성욱에게 넘겨주었다.
2014년 8월 28일 입대하였다.

## 주요 기록

### 전적
|             | 경기 | 승-패 | 승률  |
| ----------- | ---- | ----- | ----- |
| 대 테란     | 37   | 10–27 | 27.0% |
| 대 저그     | 33   | 12–21 | 36.4% |
| 대 프로토스 | 43   | 23–20 | 53.5% |
| 총합        | 113  | 45–68 | 39.8% |

### 수상 경력

#### 선수 경력
- 2006년 IEF 2006 아마추어 입상
- 2006년 제25회 커리지매치 입상
- 2008년 곰TV TG삼보-인텔 클래식 2008 시즌2 16강
- 2008년 BATOO 스타리그 08~09 36강
- 2009년 곰TV TG삼보-인텔 클래식 2008 시즌3 16강

#### 코치 경력
- 2014년 SK텔레콤 스타크래프트 II 프로리그 2014 1라운드 우승
- 2014년 SK텔레콤 스타크래프트 II 프로리그 2014 2라운드 4위
- 2014년 SK텔레콤 스타크래프트 II 프로리그 2014 3라운드 3위
- 2014년 SK텔레콤 스타크래프트 II 프로리그 2014 통합 우승

### 프로리그 포스트시즌 최다연승 1위
고강민은 정규시즌 성적은 그리 좋지는 않지만, 이상하게도 포스트시즌에 들어서는 각성한 경기력으로 승리를 하여, 포스트시즌에서 만큼은 저그 원탑급의 실력을 보여주었다. 현재 단독으로 8연승을 달성하며, 이제동과 정명훈이 가진 7연승 기록을 넘어섰다. 이긴 상대로만 진영화, 김정우, 이승석, 신동원, 신상문, 이영한, 신노열, 도재욱에 달할 정도로 강한 선수들을 내리 꺾으면서 연승을 기록하였다. 고강민의 이 때의 포스는 최강 저그 이제동마저 때려잡을 만한 포스였다.

### 포스트시즌 저그 다승 1위
포스트시즌 8연승 기록과 함께 고강민은 현 제8게임단의 이제동과 함께 포스트시즌에서 저그 다승 공동 1위(14승)을 차지하고 있다.
- 신한은행 프로리그 08-09 위너스리그 준플레이오프 2경기 승 (vs 김택용)
- 신한은행 프로리그 08-09 위너스리그 준플레이오프 3경기 승 (vs 고인규)
- 신한은행 프로리그 08-09 위너스리그 준플레이오프 4경기 패 (vs 정명훈)
- 신한은행 프로리그 08-09 위너스리그 플레이오프 1경기 패 (vs 이제동)
- 신한은행 프로리그 09-10 위너스리그 결승전 1경기 패 (vs 이재호)
- 신한은행 프로리그 09-10 결승전 5경기 패 (vs 정명훈)
- 신한은행 프로리그 10-11 6강 플레이오프 1차전 2경기 승 (vs 김윤환)
- 신한은행 프로리그 10-11 6강 플레이오프 3차전 3경기 승 (vs 신대근)
- 신한은행 프로리그 10-11 준플레이오프 1차전 2경기 패 (vs 이재호)
- 신한은행 프로리그 10-11 준플레이오프 2차전 1경기 승 (vs 윤용태)
- 신한은행 프로리그 10-11 준플레이오프 3차전 2경기 승 (vs 노준규)
- 신한은행 프로리그 10-11 플레이오프 1차전 4경기 패 (vs 이경민)
- 신한은행 프로리그 10-11 플레이오프 2차전 3경기 승 (vs 진영화)
- 신한은행 프로리그 10-11 결승전 3경기 승 (vs 이승석)
- SK플래닛 스타크래프트 프로리그 시즌1 준플레이오프 1차전 4경기 승 (vs 신동원)
- SK플래닛 스타크래프트 프로리그 시즌1 준플레이오프 2차전 1경기 승 (vs 김정우)
- SK플래닛 스타크래프트 프로리그 시즌1 준플레이오프 3차전 2경기 승 (vs 신상문)
- SK플래닛 스타크래프트 프로리그 시즌1 플레이오프 1차전 2경기 승 (vs 신노열)
- SK플래닛 스타크래프트 프로리그 시즌1 플레이오프 2차전 6경기 승 (vs 이영한)
- SK플래닛 스타크래프트 프로리그 시즌1 결승전 6경기 승 (vs 도재욱)